# Carolina García de la Huerta
María Carolina García de la Huerta Aguirre (1963) es una periodista, empresaria, consultora e investigadora chilena, expresidenta del directorio de la estación televisiva local Canal 13.

## Biografía
Formada profesionalmente en la Pontificia Universidad Católica de la capital chilena, desarrolló una larga carrera en medios de comunicación locales, destacándose su paso por la sección económica del diario El Mercurio y la revista de negocios Capital.
A mediados de la década de 1990, junto con la socióloga Isabel Izquierdo -esposa del empresario Bernardo Matte- y la abogada Soledad Altamirano, fundó Nexos, empresa dedicada a las comunicaciones estratégicas.
A raíz de esa actividad, se hizo estrecha colaboradora del empresario Andrónico Luksic Craig, uno de los hombres más ricos de Chile. Este, a comienzos de 2014, le encargó la presidencia del directorio de Canal 13, compañía que forma parte de las inversiones personales de Luksic. Dejó el cargo en abril de 2015.
Entre 2000 y 2004 se desempeñó como concejala por la comuna de Santiago tras resultar electa en la lista de la centroderechista Alianza por Chile.
Es autora del libro Piñera versus Matthei, en el que se describe y analiza el escándalo político de 1992 conocido como 'Piñeragate'.
Casada con Francisco Piriz Simonetti, es madre de seis hijos varones.

## Historial electoral

### Elecciones municipales de 2000
- Elecciones municipales de 2000, para el Concejo Municipal de Santiago[5]

(Se consideran los candidatos elegidos)
| Candidato                            | Pacto                          | Partido | Votos  | %     | Resultado |
| ------------------------------------ | ------------------------------ | ------- | ------ | ----- | --------- |
| Joaquín Lavín Infante                | Alianza por Chile              | UDI     | 73 088 | 60,99 | Alcalde   |
| Carolina García de la Huerta Aguirre | Alianza por Chile              | Indep.  | 204    | 0,17  | Concejala |
| Omar Saffie Lamas                    | Alianza por Chile              | Indep.  | 126    | 0,11  | Concejal  |
| Renato Sepúlveda Nebel               | Alianza por Chile              | RN      | 416    | 0,35  | Concejal  |
| Ana María Illanes Oliva              | Alianza por Chile              | RN      | 208    | 0,17  | Concejala |
| Marta Larraechea Bolívar             | Concertación por la Democracia | PDC     | 34 993 | 29,20 | Concejala |
| Juan Recabarren Rivas                | Concertación por la Democracia | PS      | 1856   | 1,55  | Concejal  |
| Ricardo Zúñiga Contreras             | Concertación por la Democracia | PPD     | 1400   | 1,17  | Concejal  |